# Behrend (Seehausen)
Behrend ist ein Ortsteil der Hansestadt Seehausen (Altmark) im Landkreis Stendal in Sachsen-Anhalt.

## Geographie

### Lage
Behrend, ein altmärkisches Reihendorf mit Kirche, liegt vier Kilometer südlich der Stadt Seehausen (Altmark) in der Wische am Bruchgraben Behrend in der Niederung der Biese.
Nachbarorte sind Seehausen (Altmark) im Norden, Gehrhof im Nordosten und Dobbrun im Osten.

### Ortsteilgliederung
Zum Ortsteil gehört neben dem Dorf Behrend der Wohnplatz Gehrhof.

## Geschichte

### Mittelalter bis Neuzeit
Nach Wilhelm Zahn wurde Behrend erstmals am 9. April 1427 als Berne erwähnt, als Markgraf Johann zu Brandenburg und Burggraf zu Nürnberg den Hans Boldewin mit dem „hoff ctzum gere“ (Gehrhof) gelegen an der „feltmarken czu Berne“ belehnte. Der Historiker Peter P. Rohrlach meint, die Erwähnung von 1427 sei nicht zu belegen. Er führt, wie andere Autoren auch, die Erwähnung von Bernde im Jahre 1432 als die Erste auf. Weitere Nennungen sind 1518 dat dorp then Berne, 1541 Bern, 1687 Beren und 1804 heißt das Dorf Behrend oder Behren.

### Herkunft des Ortsnamens
Der Name wird von Bero, der Bär abgeleitet.

### Eisenbahn
Der Bahnhof Behrend wurde am 1. Mai 1911 als Haltepunkt eingerichtet. Im Jahre 1999 wurde der Bahnhof Behrend als Haltepunkt für Regionalzüge aufgegeben.

### Vorgeschichte
Im Verzeichnis der archäologischen Denkmale in der Altmark sind für Behrend ein Großsteingrab aus der Jungsteinzeit und ein nicht datierter Grabhügel aufgeführt, sowie ein mittelalterlicher Burgwall namens „Gehrhof“.

### Landwirtschaft
Bei der Bodenreform wurde festgestellt, eine Besitzung mit über 100 Hektar hat 152 Hektar, 11 Besitzungen unter 100 Hektar hatten zusammen 282 Hektar, 3 Kirchenbesitzungen hatten zusammen 22 Hektar. Das Rittergut Gehrhof mit 159,1 Hektar Fläche wurde enteignet und aufgeteilt. 1948 hatten aus der Bodenreform 15 Vollsiedler jeder über 5 Hektar und ein Kleinsiedler unter 5 Hektar erworben. 1956 wurde ein örtlich geleiteter Landwirtschaftsbetrieb gegründet. Im Jahre 1958 entstand die erste Landwirtschaftliche Produktionsgenossenschaft vom Typ I „Gehrhof“, 1959 dann die erste LPG Typ III „Vorwärts“. 1959 wurde das Volkseigene Gut aufgelöst und an die LPG übergeben. 1961 wurde die LPG Typ I an LPG Typ III angeschlossen und diese 1975 mit der LPG Typ III „Helmut Just“ Seehausen zusammengeschlossen.

### Eingemeindungen
Bis 1807 gehörte das Dorf zum Seehausenschen Kreis der Mark Brandenburg in der Altmark. Zwischen 1807 und 1813 lag es im Kanton Bretsch auf dem Territorium des napoleonischen Königreichs Westphalen. Ab 1816 gehörte die Gemeinde zum Kreis Osterburg, dem späteren Landkreis Osterburg.
Am 30. September 1928 wurde der Gutsbezirk Gehrhof mit der Landgemeinde Behrend vereinigt. Am 25. Juli 1952 wurde die Gemeinde Behrend in den Kreis Seehausen umgegliedert. Mit dessen Auflösung kam sie am 2. Juli 1965 in den Kreis Osterburg. Am 1. Februar 1974 wurde die Gemeinde Behrend in die Stadt Seehausen (Altmark) eingemeindet. Gehrhof war damit ab 1974 ein Ortsteil von Seehausen. Heute wird Gehrhof als Wohnplatz von Behrend aufgeführt.

### Einwohnerentwicklung
| Jahr | Einwohner |
| ---- | --------- |
| 1734 | 81        |
| 1775 | 67        |
| 1789 | 64        |
| 1798 | 59        |
| 1801 | 65        |
| 1818 | 72        |
| 1840 | 89        |
| 1864 | 99        |

| Jahr | Einwohner |
| ---- | --------- |
| 1871 | 116       |
| 1885 | 110       |
| 1892 | [0]117    |
| 1895 | 099       |
| 1900 | [0]086    |
| 1905 | 099       |
| 1910 | [0]091    |
| 1925 | 153       |

| Jahr | Einwohner |
| ---- | --------- |
| 1939 | 106       |
| 1946 | 237       |
| 1964 | 182       |
| 1971 | 141       |
| 2011 | [00]049   |
| 2012 | [00]052   |
| 2014 | [00]050   |
| 2020 | [00]039   |

| Jahr | Einwohner |
| ---- | --------- |
| 2021 | [00]43    |
| 2022 | [0]40     |
| 2023 | [0]37     |

Quelle, wenn nicht angegeben, bis 1971:

## Religion
Die evangelische Kirchengemeinde Behrend, die früher zur Pfarrei Dobbrun gehörte, wird heute betreut vom Pfarrbereich Seehausen im Kirchenkreis Stendal im Bischofssprengel Magdeburg der Evangelischen Kirche in Mitteldeutschland.

## Kultur und Sehenswürdigkeiten
- Die evangelische Dorfkirche Behrend war ursprünglich nur ein rechteckiger Findlingsbau aus dem frühen 13. Jahrhundert. 1866/67 wurde ein Backsteinturm angebaut.[20]
- Auf dem ummauerten Kirchhof befindet sich der Ortsfriedhof.